# Guillaume Raoux
Guillaume Raoux (* 14. Februar 1970 in Bagnols-sur-Cèze) ist ein ehemaliger französischer Tennisspieler.

## Karriere
Raoux wurde 1989 Tennisprofi und erreichte im selben Jahr an der Seite von Cédric Pioline das Viertelfinale der French Open. Er gewann auf der ATP World Tour vier Turniere im Doppelwettbewerb, weitere drei Mal stand er in einem Doppelfinale. Seinen einzigen Einzeltitel gewann er in Brisbane, weitere vier Mal stand er in einem Einzelfinale. Seine höchsten Notierungen in der ATP-Weltrangliste erreichte er jeweils mit Position 35, 1998 im Einzel sowie 1996 im Doppel. Sein bestes Einzelresultat bei einem Grand-Slam-Turnier war das Erreichen des Achtelfinales 1998 bei den Australian Open. Im Doppel erreichte er bei den French Open sowie in Wimbledon jeweils einmal das Viertelfinale.
Raoux spielte zwischen 1996 und 1999 für die französische Davis-Cup-Mannschaft. Er kam auf fünf Einsätze im Einzel und acht im Doppel, wobei er jeweils nur eine Niederlage verbuchte. 1996 gewann er neben Guy Forget das Doppel im Davis-Cup-Finale gegen Schweden und trug damit zum Titelgewinn Frankreichs bei. Bei den Olympischen Spielen 1996 in Atlanta trat er für Frankreich an, schied aber bereits in der ersten Runde gegen Byron Black aus.
1998 war Raoux Gegner des damals 17-jährigen Roger Federer beim Turnier in Toulouse. Raoux, damals auf Position 45 der Weltrangliste, unterlag gegen den Qualifikanten mit 2:6 und 2:6. Es war Federers erster Sieg auf der ATP World Tour.

## Erfolge
| Legende                       |
| Grand Slam                    |
| Tennis Masters Cup            |
| ATP Masters Series            |
| ATP International Series Gold |
| ATP International Series (5)  |
| ATP Challenger Tour (10)      |

### Einzel

#### Turniersieg

##### ATP Tour
| Nr. | Datum           | Turnier  | Belag         | Finalgegner     | Ergebnis   |
| --- | --------------- | -------- | ------------- | --------------- | ---------- |
| 1.  | 4. Oktober 1992 | Brisbane | Hartplatz (i) | Kenneth Carlsen | 6:4, 7:610 |

##### Challenger Tour
| Nr. | Datum              | Turnier    | Belag     | Finalgegner      | Ergebnis      |
| --- | ------------------ | ---------- | --------- | ---------------- | ------------- |
| 1.  | 2. April 1989      | Guadeloupe | Hartplatz | Yahiya Doumbia   | 7:6, 4:6, 7:6 |
| 2.  | 11. März 1990      | Martinique | Hartplatz | Robbie Weiss     | 3:6, 6:3, 6:3 |
| 3.  | 23. September 1990 | Dijon      | Teppich   | Henrik Holm      | 2:6, 6:4, 6:4 |
| 4.  | 16. August 1992    | Segovia    | Hartplatz | Jörn Renzenbrink | 7:6, 7:6      |
| 5.  | 19. November 1995  | Nantes     | Hartplatz | Jeff Tarango     | 6:2, 7:5      |
| 6.  | 27. Oktober 1996   | Brest      | Hartplatz | Karol Kučera     | 6:4, 4:6, 6:1 |

#### Finalteilnahmen
| Nr. | Datum             | Turnier        | Belag       | Finalgegner        | Ergebnis  |
| --- | ----------------- | -------------- | ----------- | ------------------ | --------- |
| 1.  | 10. November 1991 | Birmingham     | Teppich (i) | Michael Chang      | 3:6, 2:6  |
| 2.  | 26. März 1995     | St. Petersburg | Teppich (i) | Jewgeni Kafelnikow | 2:6, 2:6  |
| 3.  | 9. April 1995     | Johannesburg   | Hartplatz   | Martin Sinner      | 1:6, 4:6  |
| 4.  | 22. Juni 1997     | Rosmalen       | Rasen       | Richard Krajicek   | 4:6, 6:77 |

### Doppel

#### Turniersiege

##### ATP Tour
| Nr. | Datum            | Turnier          | Belag         | Partner                | Finalgegner                 | Ergebnis      |
| --- | ---------------- | ---------------- | ------------- | ---------------------- | --------------------------- | ------------- |
| 1.  | 17. Januar 1993  | Jakarta          | Hartplatz     | Diego Nargiso          | Jacco Eltingh Paul Haarhuis | 7:6, 6:7, 6:3 |
| 2.  | 9. April 1995    | Johannesburg     | Hartplatz     | Rodolphe Gilbert       | Martin Sinner Joost Winnink | 6:4, 3:6, 6:3 |
| 3.  | 18. Februar 1996 | Marseille        | Hartplatz (i) | Jean-Philippe Fleurian | Marius Barnard Peter Nyborg | 6:3, 6:2      |
| 4.  | 21. Juni 1998    | ’s-Hertogenbosch | Rasen         | Jan Siemerink          | Joshua Eagle Andrew Florent | 6:3, 3:6, 6:1 |

##### Challenger Tour
| Nr. | Datum             | Turnier    | Belag     | Partner          | Finalgegner                 | Ergebnis      |
| --- | ----------------- | ---------- | --------- | ---------------- | --------------------------- | ------------- |
| 1.  | 11. März 1990     | Martinique | Hartplatz | Olivier Delaître | Todd Nelson Roger Smith     | 6:3, 7:5      |
| 2.  | 20. November 1994 | Nantes     | Hartplatz | Olivier Delaître | Dick Norman Greg Rusedski   | 6:2, 3:6, 7:6 |
| 3.  | 13. August 1995   | Segovia    | Hartplatz | Rodolphe Gilbert | Sergio Casal Emilio Sánchez | 6:4, 6:3      |
| 4.  | 29. Oktober 1995  | Brest      | Hartplatz | Olivier Delaître | Kent Kinnear Dave Randall   | 7:5, 6:7, 6:4 |

#### Finalteilnahmen
| Nr. | Datum              | Turnier    | Belag         | Partner          | Finalgegner                 | Ergebnis      |
| --- | ------------------ | ---------- | ------------- | ---------------- | --------------------------- | ------------- |
| 1.  | 18. September 1994 | Bordeaux   | Hartplatz     | Diego Nargiso    | Olivier Delaître Guy Forget | 2:6, 6:2, 5:7 |
| 2.  | 12. März 1995      | Kopenhagen | Teppich (i)   | Greg Rusedski    | Mark Keil Peter Nyborg      | 7:6, 4:6, 6:7 |
| 3.  | 20. Oktober 1996   | Toulouse   | Hartplatz (i) | Olivier Delaître | Jacco Eltingh Paul Haarhuis | 3:6, 5:7      |

## Auszeichnungen
- 1996: Weltmannschaft des Jahres mit der französischen Davis-Cup-Mannschaft bei der Wahl der Gazzetta dello Sport (gemeinsam mit Arnaud Boetsch, Guy Forget und Cédric Pioline)